# Aha Shake Heartbreak
Aha Shake Heartbreak é o segundo álbum de estúdio da banda americana de rock Kings of Leon, lançado em Novembro de 2004 no Reino Unido e Fevereiro de 2005 nos EUA.
O álbum foi aclamado pela crítica e agradou os fãs da banda. Algumas canções como "Milk", uma faixa acústica enaltecida pelo vocal de Caleb Followill, "King of the Rodeo", com ótimos riffs de guitarra, e a faixa de abertura ao estilo latino "Slow Night, So Long".
"The Bucket", "Four Kicks" e "King of the Rodeo" foram lançados como singles no Reino Unido.
Com este álbum a popularidade da banda explodiu na Austrália. Durante a semana do dia 22 ao dia 29 de setembro de 2008, o KOL tiveram todos os seus 4 álbuns de estúdio entre o Top 50 australiano, no qual Aha Shake Heartbreak ficou na melhor posição como o n° 25 e foi certificado Platina nas vendas. O álbum também recebeu a certificação 2x Platina na Austrália em 12 de janeiro de 2009.

## Faixas
Todas as músicas foram escritas por Kings of Leon, exceto "Pistol of Fire" e "Soft", que foram escritas por Caleb Followill, Nathan Followill e Angelo Petraglia.
| CD  |                                    |         |  |
| N.º | Título                             | Duração |  |
| 1.  | "Slow Night, So Long"              | 3:54    |  |
| 2.  | "King of the Rodeo"                | 2:25    |  |
| 3.  | "Taper Jean Girl"                  | 3:05    |  |
| 4.  | "Pistol of Fire"                   | 2:20    |  |
| 5.  | "Milk"                             | 4:00    |  |
| 6.  | "The Bucket"                       | 2:55    |  |
| 7.  | "Soft"                             | 2:59    |  |
| 8.  | "Razz"                             | 2:15    |  |
| 9.  | "Day Old Blues"                    | 3:33    |  |
| 10. | "Four Kicks"                       | 2:09    |  |
| 11. | "Velvet Snow"                      | 2:11    |  |
| 12. | "Rememo"                           | 3:23    |  |
| 13. | "Where Nobody Knows" (Bonus Track) | 2:24    |  |

## Singles
- "The Bucket"
  - Lançamento: 25 de outubro de 2004
  - Posição nas paradas:
#16 (UK Singles Chart)
#23 (EUA Modern Rock)
#28 (Irish Singles Chart)
- "Four Kicks"
  - Lançamento: 17 de janeiro de 2005
  - Posição nas paradas:
#24 (UK Singles Chart)
#28 (Irish Singles Chart)
- "King of the Rodeo"
  - Lançamento: 11 de abril de 2005

| Críticas profissionais                                                      | Críticas profissionais |
| Avaliações da crítica                                                       | Avaliações da crítica  |
| Fonte                                                                       | Avaliação              |
| --------------------------------------------------------------------------- | ---------------------- |
| allmusic                                                                    | [ 2 ]                  |
| The Guardian                                                                | [ 3 ]                  |
| NME                                                                         | (8/10)                 |
| Pitchfork Media                                                             | (4.9/10)               |
| Robert Christgau                                                            | (B+)                   |
| Rolling Stone                                                               | [ 7 ]                  |
| Stylus Magazine                                                             | (B+)                   |
| Tiny Mix Tapes                                                              | [ 9 ]                  |
| XFM                                                                         | (favourável)           |
| Esta tabela precisa de ser acompanhada por texto em prosa. Consulte o guia. |                        |

## Paradas musicais
| Ano  | País           | Posição |
| ---- | -------------- | ------- |
| 2004 | Reino Unido    | 3       |
| 2004 | Irlanda        | 3       |
| 2004 | Estados Unidos | 25      |
| 2004 | Austrália      | 31      |
| 2008 | Austrália      | 25      |
| 2009 | Austrália      | 27      |